# یواس‌اس زیلاندیا (آی‌دی-۲۵۰۷)
یواس‌اس زیلاندیا (آی‌دی-۲۵۰۷) (به انگلیسی: USS Zeelandia (ID-2507)) یک کشتی بود که طول آن ۴۴۰ فوت ۰ اینچ (۱۳۴٫۱۱ متر) بود. این کشتی در سال ۱۹۱۰ ساخته شد.